# Negro Navarro
Miguel Calderón Navarro (nacido el 12 de junio de 1957) es un luchador profesional mexicano, quien ha trabajado en varias empresas del circuito independiente, tales como Consejo Mundial de Lucha Libre (CMLL), Asistencia Asesoría y Administración (AAA) la International Wrestling Revolution Group (IWRG), aunque destaca su trabajo en la Universal Wrestling Association (UWA) conocido como Negro Navarro. Navarro forma equipo con sus hijos, conocidos como Trauma I y Trauma II. También formó parte de Los Misioneros de la Muerte con El Signo y El Texano; un equipo al que se le atribuye la popularización de las luchas de tríos en México hasta el punto de que se convirtió en el combate más común para los equipos de tríos en la Lucha Libre Mexicana.
En cuanto sus logros ha sido seis veces Campeón Mundial de Tercias de la UWA,  una vez Campeón Mundial de Peso Semicompleto Junior de la UWA.

## Primeros años
Navarro nació el 12 de junio de 1957 en la Ciudad de México y creció idolatrando al luchador mexicano Black Shadow, decidiendo desde muy joven que quería seguir la misma carrera que su ídolo y convertirse en luchador profesional. Entrenó con Florentino Martínez, un entrenador de lucha libre local de la Ciudad de México. Más tarde en la vida, Navarro se casaría con una mujer que era prima de su compañero de lucha Juan Conrado Aguilar, también conocido como El Texano.

## Carrera

### Universal Wrestling Association (1975-1995)
A fines de la década de 1970, Navarro comenzó a trabajar para Universal Wrestling Association (UWA), ya que querían incluir más luchadores en las divisiones más ligeras para fortalecer sus programas, después de haber visto lo populares que estas divisiones comenzaban a volverse en otros lugares. El promotor de UWA Francisco Flores quería convertir a algunos de los pesos ligeros menos conocidos en trabajadores de cartas altas y decidió juntar a Navarro con dos luchadores de tamaño similar, El Texano y Antonio Sánchez Rendón, conocidos bajo el nombre de ring El Signo, para formar Los Misioneros de la Muerte. Fueron emparejados contra un trío de hermanos jóvenes, livianos y de alto vuelo apodados Los Mosqueteros de Diablo (Brazo de Oro, Brazo de Plata y El Brazo). Al principio de la historia, Brazo de Oro derrotó a El Texano en una Luchas de Apuestas, que obligó a El Texano a desenmascararse. La historia se expandió y vio a los Misioneros desenmascarados chocar con los Mosqueteros enmascarados en las tarjetas promocionadas por la UWA en todo México. La recepción de los fanáticos a esos partidos y la cobertura positiva en varias revistas de Lucha Libre fue tan grande que otros promotores en México quisieron contratarlos en sus programas, no como individuos sino como equipos, que fue el comienzo del partido de tríos cada vez más. prominente en la lucha libre. Con el equipo tan solicitado, la UWA comenzó a presentar a Los Misioneros con más frecuencia y en 1981 Los Misioneros comenzaron a trabajar en lo más alto de la cartelera, a menudo trabajando en el combate del evento principal comenzando una tendencia de tener luchas de tríos en lugar de partidos de individuales como el evento principal habitual. formato de partido, algo que ayudó a que ese formato sea el tipo de lucha más común en la Lucha Libre desde entonces.
En 1981, el nombre de Los Misioneros de la Muerte se convirtió en un nombre familiar después de un partido en El Toreo de Cuatro Caminos, el lugar principal de la UWA. Durante el evento principal, Los Misioneros se enfrentaron a El Santo, entonces de 64 años, en equipo con Huracán Ramírez y Rayo de Jalisco. En esa lucha, El Santo colapsó en medio del ring, sufriendo un infarto durante el combate. Su vida solo se salvó gracias a las ingeniosas acciones de Ramírez.
El promotor de la UWA, Francisco Flores, decidió tratar de mantener activo al equipo de Los Misioneros de la Muerte incluso después de la partida de El Texano y experimentó con varios socios diferentes para Navarro y El Signo. Haciendo equipo con el luchador enmascarado Black Power, Los Misioneros derrotaron a Los Villanos (Villano I, Villano IV y Villano V) para ganar los títulos de tríos de dicha empresa. Negro Navarro ganó el Campeonato Mundial Juvenil de Peso Pesado de la UWA de Shu El Guerrero el 27 de diciembre de 1993 y mantuvo el título hasta que la empresa se cerró en 1995.
El trío se mantuvo en el Campeonato de Tríos durante 454 días, hasta el 1 de mayo de 1993, donde lo perdieron ante El Engendro, Shu El Guerrero y Scorpio, Jr .. Recuperaron el campeonato ese mismo año, el 25 de diciembre, y lo celebraron. en 1994, donde perdieron los cinturones ante Engendro, Shu El Guerrero y Scorpio, Jr. Black Power fue reemplazado más tarde por Rocky Santana y la nueva versión de Los Misioneros ganó el Campeonato Mundial de Tríos UWA en dos ocasiones, y fue el último equipo para mantener el título antes de que la UWA cerrara en 1995. Cerca del final de la UWA, Los Misioneros hicieron algunas apariciones en la AAA, el sucesor de la UWA y una de las dos mayores promociones de lucha libre junto con CMLL. Las apariciones incluyeron un combate en Triplemanía III-A donde una versión de Los Misioneros (Navarro, Signo y un luchador enmascarado llamado "Misionero") derrotó al equipo de El Torero, El Mexicano y Dragón de Oro.

### Circuito independiente (1995-presente)
Después del cierre de la UWA en 1995, Negro Navarro y El Signo se separaron, yendo por caminos separados en el circuito independiente, solo formando equipo en ocasiones especiales. Una de esas ocasiones fue para el Salvador Lutteroth Memorial Tag Tournament celebrado como parte del Homenaje a Dos Leyendas: El Santo y Salvador Lutteroth del Consejo Mundial de Lucha Libre (CMLL; antes conocido como EMLL) el 19 de marzo de 1999. Navarro y El Signo se unió para representar a los luchadores de la "vieja escuela" de la era de Lutteroth y derrotó al Olímpico y Tony Rivera en la primera ronda del torneo. En las semifinales perdieron ante los eventuales ganadores del torneo, Mr. Niebla y Shocker. A mediados de la década de 1990, Navarro tuvo un breve período como el personaje enmascarado Último Vampiro, aunque otros usaron el nombre y el personaje después de él y se identifican más con ese nombre. En 2003, Navarro trabajó en varios luchas para AAA, incluido un partido en el que Los Misioneros originales se reunieron para el programa Guerra de Titanes 2003 de AAA, donde derrotaron a El Brazo, Sangre Chicana y Pirata Morgan. También trabajó en algunos programas como "El Chupacabras", un truco enmascarado inventado por AAA pero que lo abandonó después de unos pocos shows. Navarro y El Signo comenzaron a formar equipo con Juan Aguilar Leos, hijo de El Texano que había adoptado el nombre de El Texano Jr.
Los dos hijos de Navarros hicieron su debut en la lucha libre profesional en 2002 y, a mediados de la década de 2000, era de conocimiento público que eran hijos de Negro Navarro, ya que a menudo trabajaban juntos; cada vez que Navarro formaba equipo con uno de sus dos hijos, el equipo se conocía como La Dinastía de la Muerte, un nombre que se refiere tanto al hecho de que son una familia (una "dinastía") como también a Los Missioneros. Navarro también luchó una larga serie de combates contra El Solar, un luchador de una edad similar, obteniendo excelentes críticas por sus combates de la "vieja escuela" que a menudo resultaban en que los fanáticos tiraran dinero al ring después del combate, una señal tradicional de respeto.
El 25 de diciembre de 2016, Negro Navarro y Black Terry, dos luchadores independientes que no trabajan para CMLL, derrotaron al equipo de Guerrero Maya Jr. y The Panther por el Campeonato en Parejas de la Arena Coliseo del CMLL, el combate se llevó a cabo en el show de Lucha Memes. "Chairo 7: Hell In a Christmas Cell", un programa no CMLL. El 19 de febrero de 2017, Navarro y Black Terry hicieron su primera defensa exitosa contra los luchadores de CMLL Sansón y El Cuatrero en un programa de Lucha Memes. El 26 de marzo de 2017, Navarro y Black Terry hicieron su segunda defensa exitosa contra los luchadores de CMLL Hechicero y Virus en un show de Lucha Memes. El 12 de abril de 2017, Navarro y Black Terry hicieron su tercera defensa exitosa contra los luchadores de CMLL Blue Panther y The Panther en un show de CMLL.

## Campeonatos y logros
- Alianza Universal de Lucha Libre
  - AULL Trios Championship (1 vez) – con Robin Maravilla & Rocky Santana

- Consejo Mundial de Lucha Libre
  - Campeonato en Parejas de la Arena Coliseo del CMLL (1 vez) – con Black Terry

- International Wrestling Revolution Group
  - Campeonato Intercontinental en Parejas de IWRG (1 vez) – con Trauma I
  - Campeonato Intercontinental de Tríos de IWRG (1 vez) – con Trauma I & Trauma II
  - El Protector (2015)

- New Generation Wrestling
  - NWG Intercontinental Championship (1 vez)

- Universal Wrestling Association
  - Campeonato Mundial de Peso Pesado Junior de la UWA (1 vez)
  - Campeonato Mundial de Tríos de la UWA (6 veces) – con El Signo & El Texano (2), El Signo & Black Power II (2) y El Signo & Rocky Santana (2)

- Wrestling Observer Newsletter awards
  - Wrestling Observer Newsletter Hall of Fame (2019, por ser miembro de Los Misioneros de la Muerte.)